# A Conspiracy of Hope Tour
A Conspiracy of Hope Tour foi uma pequena turnê de seis shows beneficentes em nome da Anistia Internacional que teve lugar nos Estados Unidos em abril de 1986.
Realizado para não levantar fundos lucrativos, mas para aumentar a consciência dos direitos humanos e de um trabalho da Anistia no seu 25º aniversário, sendo que a banda de rock irlandesa U2, e Sting, vocalista e baixista da banda de rock inglesa The Police, foram os "cabeças" da turnê. Contou também, com participações de Bryan Adams, Peter Gabriel, Lou Reed, Joan Baez e The Neville Brothers.

## Datas da turnê[1]
| Data                | Cidade          | Local                  |
| ------------------- | --------------- | ---------------------- |
| 4 de Abril de 1986  | Los Angeles     | The Forum              |
| 6 de Junho de 1986  | San Francisco   | Cow Palace             |
| 8 de Junho de 1986  | Denver          | McNichols Sports Arena |
| 11 de Junho de 1986 | Atlanta         | The Omni               |
| 13 de Junho de 1986 | Chicago         | Rosemont Horizon       |
| 15 de Junho de 1986 | East Rutherford | Giants Stadium         |